# Arthur Engler
Arthur Engler (* 10. Juli 1917 in Neustrelitz; † 28. März 1990 in Emden) war ein deutscher Politiker (CDU).

## Leben
Der Sohn des Kapitäns Arthur Engler und der Auguste, geborene Brodthagen, wuchs in Emden auf und besuchte die Oberrealschule. Im Jahr 1936 legte er das Abitur ab. Im Anschluss leistete er seinen Arbeitsdienst und Wehrpflicht ab. Er studierte Wirtschaftswissenschaften in Freiburg im Breisgau, Genf und Jena. Er war als Offizier Kriegsteilnehmer im Zweiten Weltkrieg. Ab 1946 war er in der Ems-Schlepper-AG in Emden beschäftigt. Er stieg bis zum Vorstand dieser Gesellschaft auf.
Ab 1966 war er Vorsitzender des Bezirksverbandes der CDU in Ostfriesland. Er war zudem Vorsitzender des Verkehrsausschusses der Industrie- und Handelskammer für Ostfriesland und Papenburg. Hier war er Präsidiumsmitglied.
Ab dem Jahr 1952 war er Ratsherr der Stadt Emden und übernahm zwischen 1952 und 1970 das Amt des Senators. Engler wurde von der vierten bis zur siebten Wahlperiode zum Mitglied des Niedersächsischen Landtages gewählt, dem er so vom 6. Mai 1959 bis zum 20. Juni 1974 angehörte. Vom 8. Juli 1970 bis zu seinem Ausscheiden war er Vizepräsident des Landtages.
Arthur Engler war seit 1943 mit Wilhelmine Engler, geborene Burauen, verheiratet. Mit seiner Ehefrau, die 1976 starb, hatte er drei Kinder. 1979 heiratete er Ursula Benedix-Engler.